# Tendales
Tendales ist eine Ortschaft und eine Parroquia rural („ländliches Kirchspiel“) im Kanton El Guabo der ecuadorianischen Provinz El Oro. Die Parroquia besitzt eine Fläche von 172,2 km². Die Einwohnerzahl lag im Jahr 2010 bei 5137.

## Lage
Die Parroquia Tendales liegt an der Pazifikküste im Südwesten von Ecuador. Der Río Siete begrenzt das Verwaltungsgebiet im Norden, der Río Jubones Antigua im Südwesten. Der Río Pagua und dessen linker Nebenfluss Río Bonito durchqueren das Areal in westlicher Richtung. Der 5 m hoch gelegene Hauptort Tendales befindet sich 13,5 km nördlich des Kantonshauptortes El Guabo. Die Fernstraße E587 verbindet Tendales mit der 8 km weiter östlich verlaufenden E25 (El Guabo–Naranjal). Außerdem führt die E587 von Tendales in südlicher Richtung über Barbones nach El Guabo. 
Die Parroquia Tendales grenzt im Norden an die Provinz Guayas mit der Parroquia Tenguel (Kanton Guayaquil), im Nordosten an die Parroquia Río Bonito, im Süden an die Parroquia El Guabo sowie im Südwesten an die Parroquia Barbones.

## Orte und Siedlungen
Neben dem Hauptort Tendales gibt es in der Parroquia noch folgende Barrios:
- Barrio 10 de Octubre
- Barrio 15 de Abril
- Barrio 24 de Diciembre
- Cooperativa 10 de Agosto
- Cooperativa 24 de Mayo

und folgende Sitios:
- Bajo Alto
- Cooperativa Unión Lucha y Trabajo
- El Naranjo
- La Maravilla
- La Puntilla
- San Pablo
- Voluntad de Dios

## Geschichte
Die Parroquia Tendales wurde am 13. Februar 1962 im Kanton Machala gegründet.